# Городецьке (Ульяновська область)
Городецьке (рос. Городецкое) — село в Майнському районі Ульяновської області Російської Федерації.
Населення становить 69 осіб. Входить до складу муніципального утворення Ігнатовське міське поселення.

## Історія
Від 2004 року входить до складу муніципального утворення Ігнатовське міське поселення.

## Населення
| 2010 |
| ---- |
| 69   |